# Волга (Селижаровский район)
Во́лга — деревня в Селижаровском районе Тверской области. Относится к Шуваевскому сельскому поселению.
Расположена в 28 километрах к западу от районного центра Селижарово, в 9 километрах к северу от деревни (и станции) Шуваево. На берегу озера Волго.
Население по переписи 2002 года — 3 человека (1 мужчина и 2 женщины).
В середине XIX века значилась как владельческая деревня Тухачево Осташковского уезда Тверской губернии. В 1859 году — 9 дворов, 89 жителей.
По данным 1889 года деревня Тухачево состоит из 4 частей, в трёх живут бывшие помещичьи крестьяне (то есть принадлежали 3 помещикам) и в одной части — бывшие государственные крестьяне. Всего 27 дворов, 196 жителей. Деревня относилась к Ясенскому приходу Пашутинской волости Осташковского уезда.
В 1940-е годы деревня Волга центр Волжского сельсовета Пеновского района Калининской области.
Во время Великой Отечественной войны оккупирована в октябре 1941 года, освобождена в январе 1942 года.
В 1970-е годы в деревне находилось отделение совхоза «Шуваевский».

## Население
| 1859 | 1889 | 2002 | 2010 |
| ---- | ---- | ---- | ---- |
| 89   | ↗196 | ↘3   | ↘0   |